# Толстов, Пётр Егорович
Пётр Егорович Толстов (14 октября 1917, с. Ишковка, Самарская губерния — 8 июня 1986, Мерке, Джамбульская область) — советский офицер-артиллерист, участник Советско-финской и Великой Отечественной войн, Герой Советского Союза (7.4.1940).

## Биография
Родился 14 октября 1917 года в селе Ишковке Самарской губернии.
Был призван в ряды Красной Армии в 1938 году Ташкентским горвоенкоматом.
Участник Советско-финской войны. Участвовал в прорыве советскими войсками линии Маннергейма. 22 февраля 1940 года орудийному расчёту под командованием Толстова было поручено уничтожить огневые позиции противника, мешающие дальнейшему продвижению советской пехоты. Благодаря действиям Толстова пехота смогла занять важные тактические позиции. 4 марта 1940 года на Кексгольмском направлении продвижение советских войск было остановлено системой дзотов противника. Орудийный расчёт Толстова точными выстрелами обеспечил дальнейшее продвижение армии.
Звание Героя Советского Союза с вручением ордена Ленина и медали «Золотая Звезда» присвоено 7 апреля 1940 года «за отвагу и мужество, проявленные в боях на Карельском перешейке».
Участник Великой Отечественной войны на Карельском, Южном, 4-м Украинском, 1 и 2-м Белорусских фронтах. В 1942 году вступил в ВКП(б). Помощник начальника штаба по разведке, затем — командир дивизиона 56-й пушечной артиллерийской бригады 26-й артиллерийской Сивашской дважды Краснознамённой дивизии РГК, гвардии капитан.
Жил в Джамбульской области. Умер 8 июня 1986 года.

## Награды
- Звание Героя Советского Союза (7.4.1940)[4]:
  - медаль «Золотая Звезда»,
  - орден Ленина;
- орден Отечественной войны 1-й степени (6.4.1985)[5].
- орден Отечественной войны 2-й степени (20.5.1944)[3];
- орден Александра Невского (13.3.1945)[2];
- орден Красной Звезды;
- медаль «За боевые заслуги»;
- медаль «За освобождение Варшавы»;
- медаль «За победу над Германией в Великой Отечественной войне 1941—1945 гг.»;
- юбилейная медаль «Двадцать лет Победы в Великой Отечественной войне 1941—1945 гг.»;
- юбилейная медаль «30 лет Советской Армии и Флота»;
- медаль «За безупречную службу» 1-й степени;
- медаль «За Одру, Нису и Балтику» (Польша).